# Molo v Orłowě
Molo v Orłowě (polsky Molo w Gdyni Orłowie) je dřevěné molo, které se nachází v Orłowě v městské čtvrti města Gdyně v Pomořském vojvodství na pobřeží Gdaňského zálivu Baltského moře v Polsku. Molo je turisticky atraktivní cíl polské riviéry s blízkými písečnými plážemi. Je celoročně volně přístupné.

## Popis a historie mola
Dřevěné molo w Orłowě má délku 180 metrů a slouží také jako přístav pro menší lodě. Molo nahrazuje původní již neexistující dřevěné molo z roku 1934, které mělo délku 430 metrů a které bylo poničeno bouří v zimě roku 1949. Vstup na molo je zdarma a nabízí výhled na moře, pláže, blízký útes Klif Orłowski a také na známější a větší molo v Sopotech. Molo prošlo několika rekonstrukcemi.

## Další informace
Molo se nachází v blízkosti malého parku/sadu (Skwer Antoniego Suchanka) u ústí řeky Kacza.

## Galerie

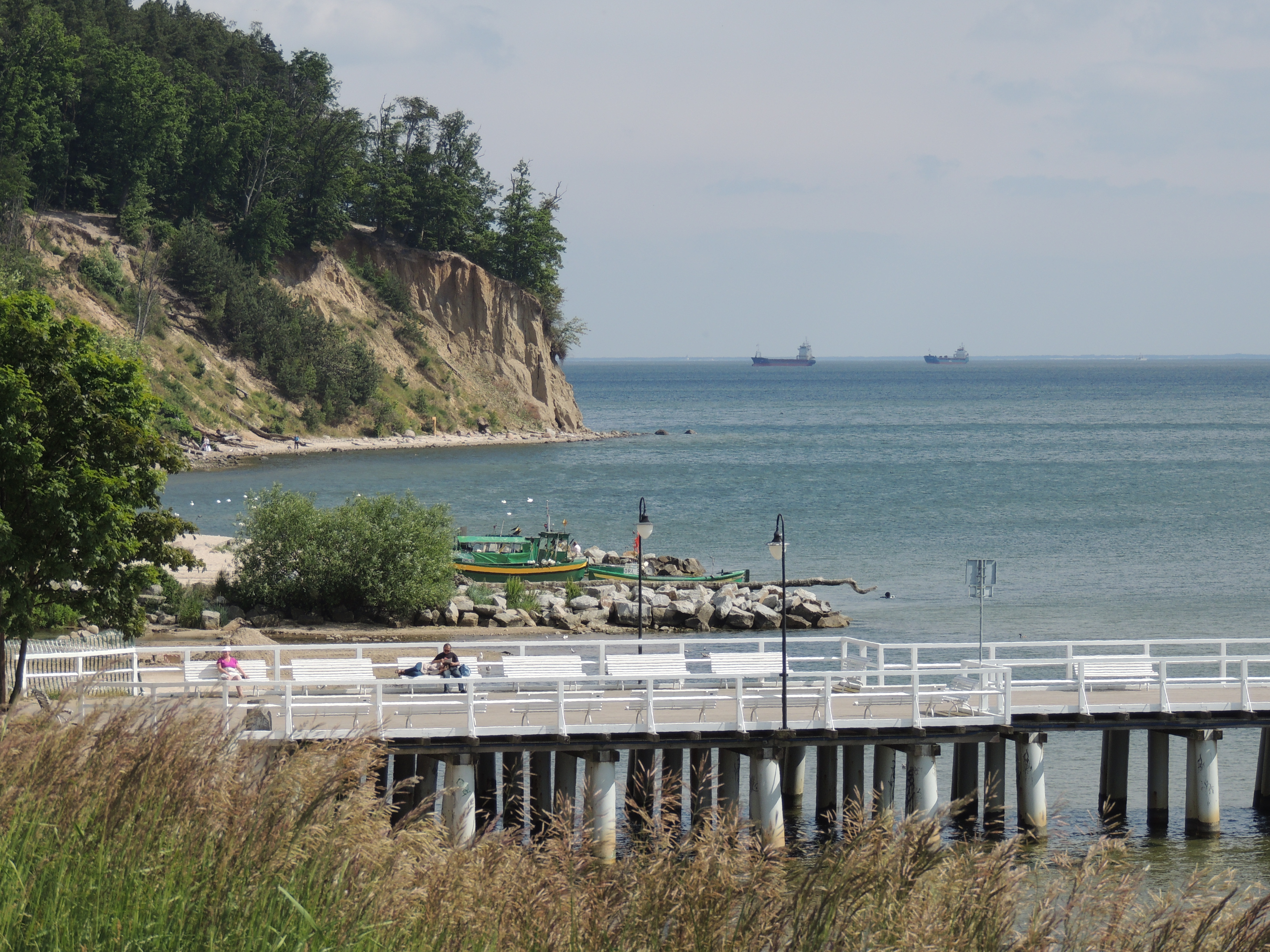
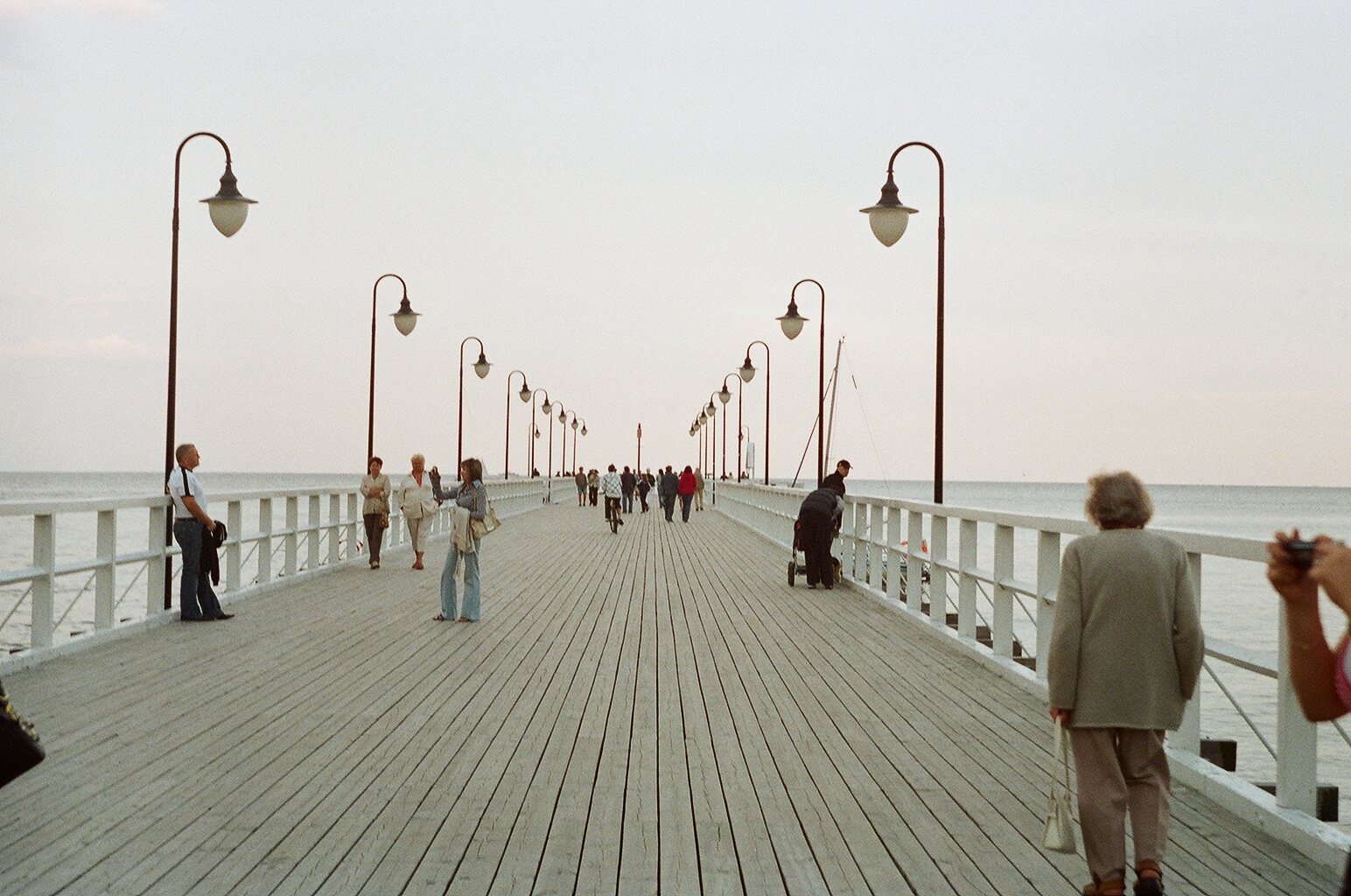
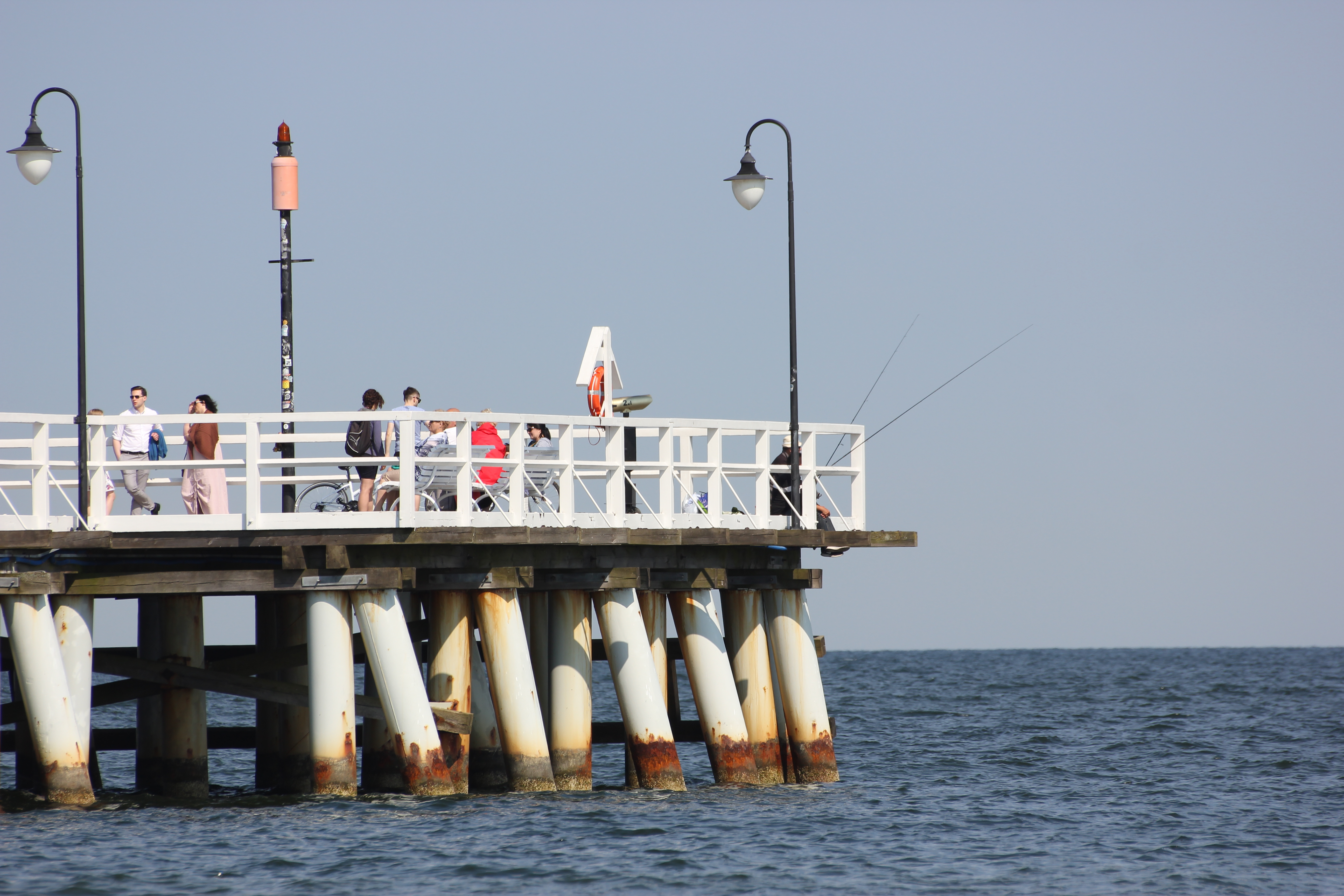
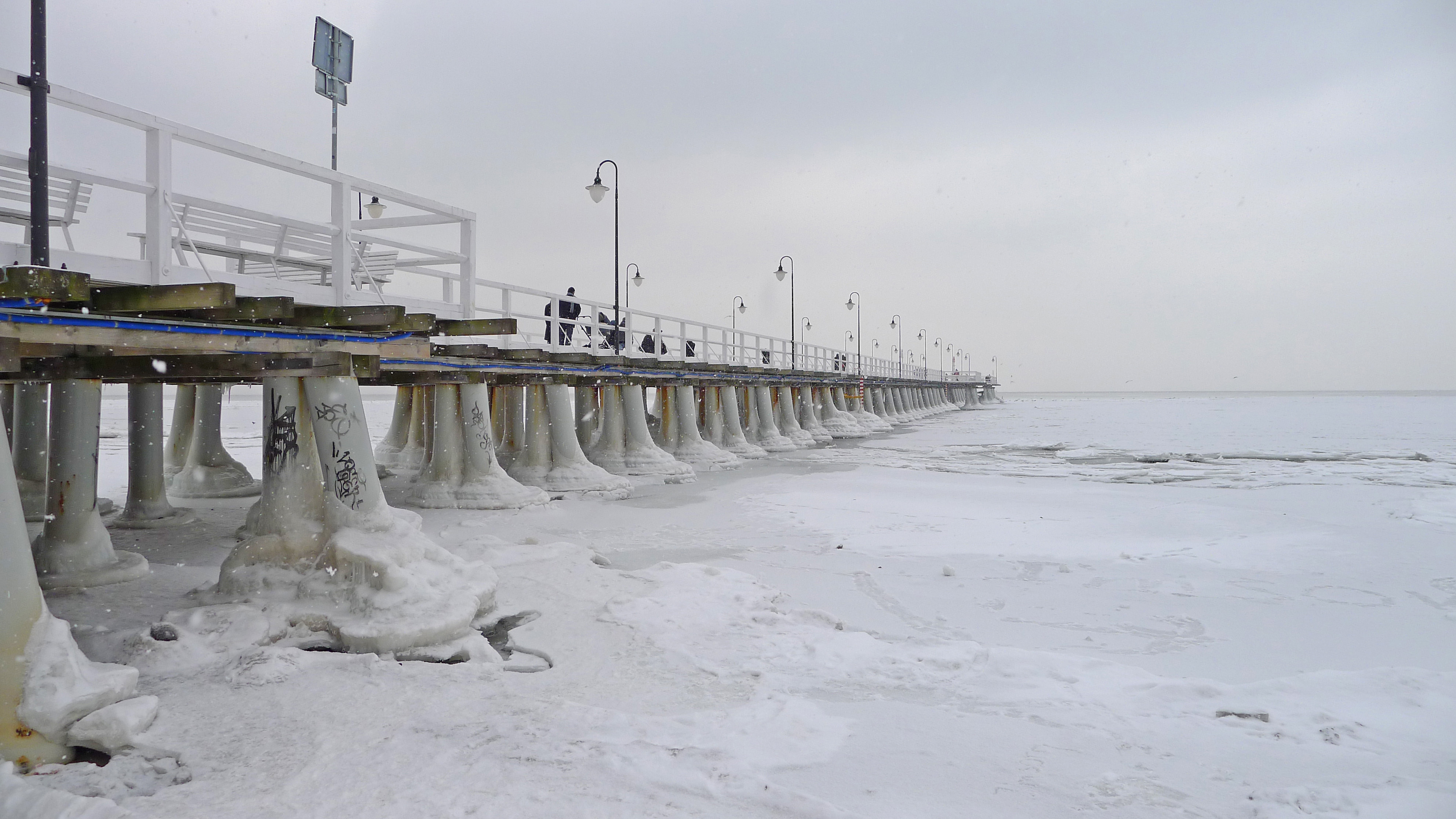
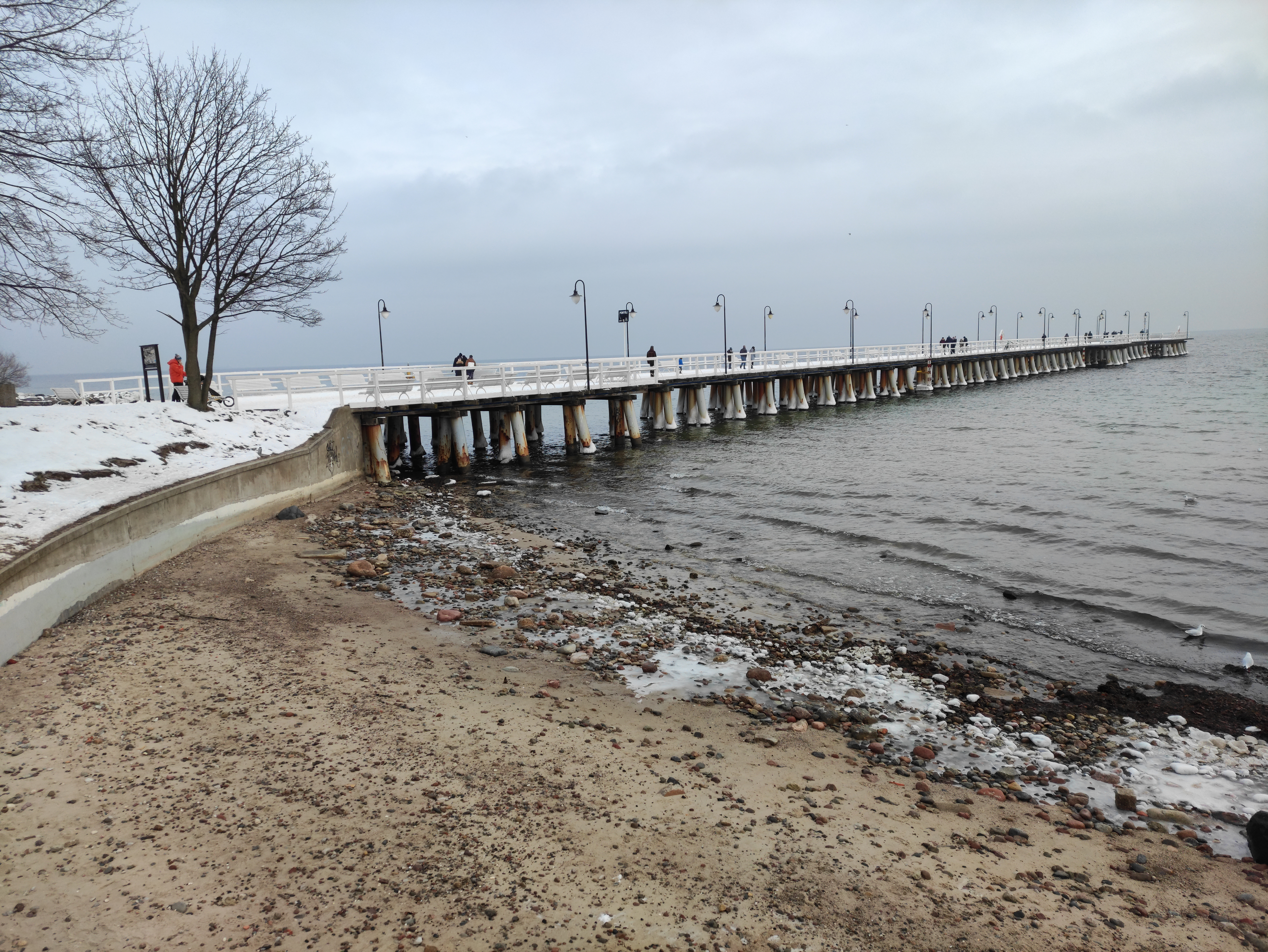
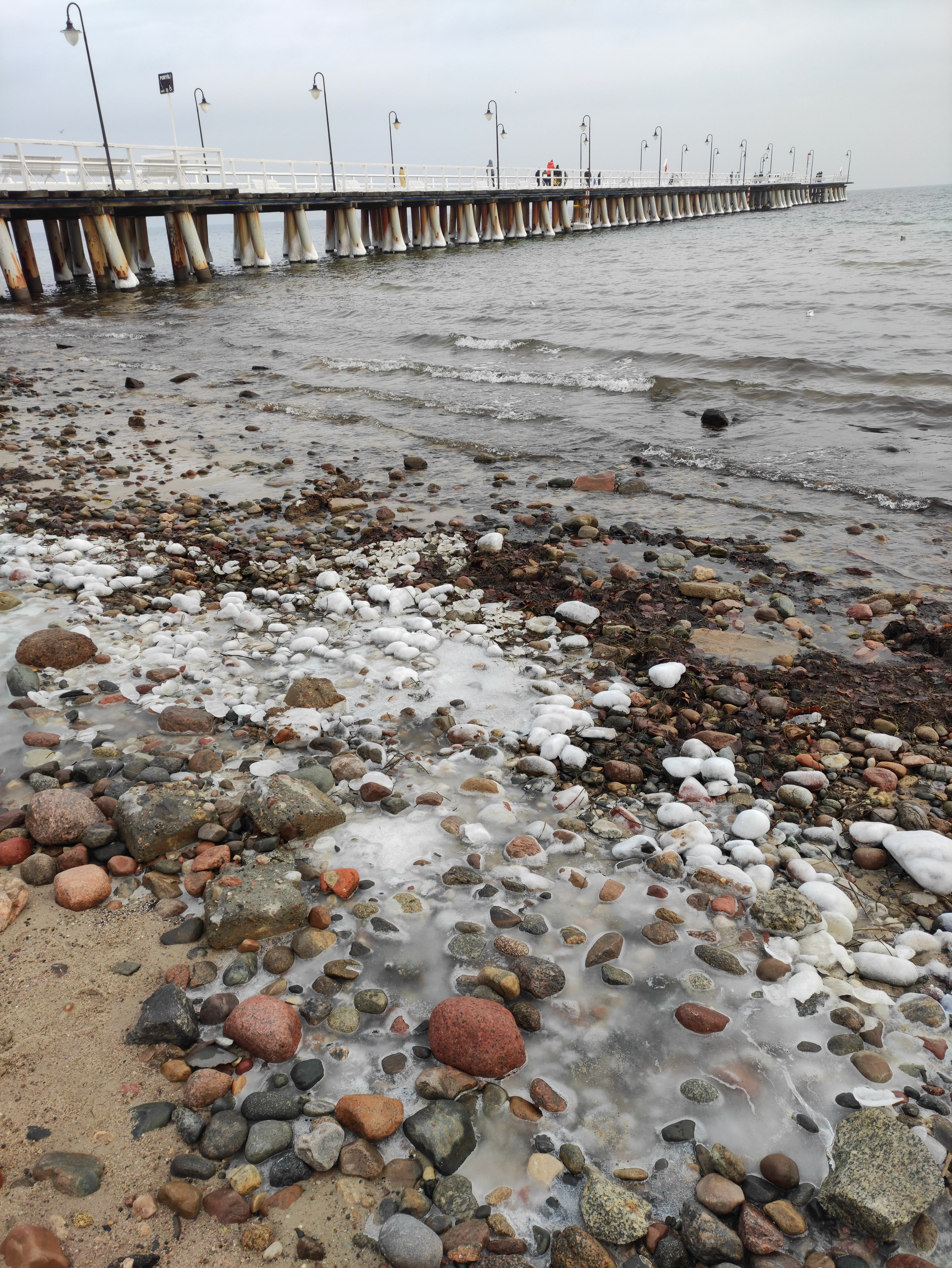
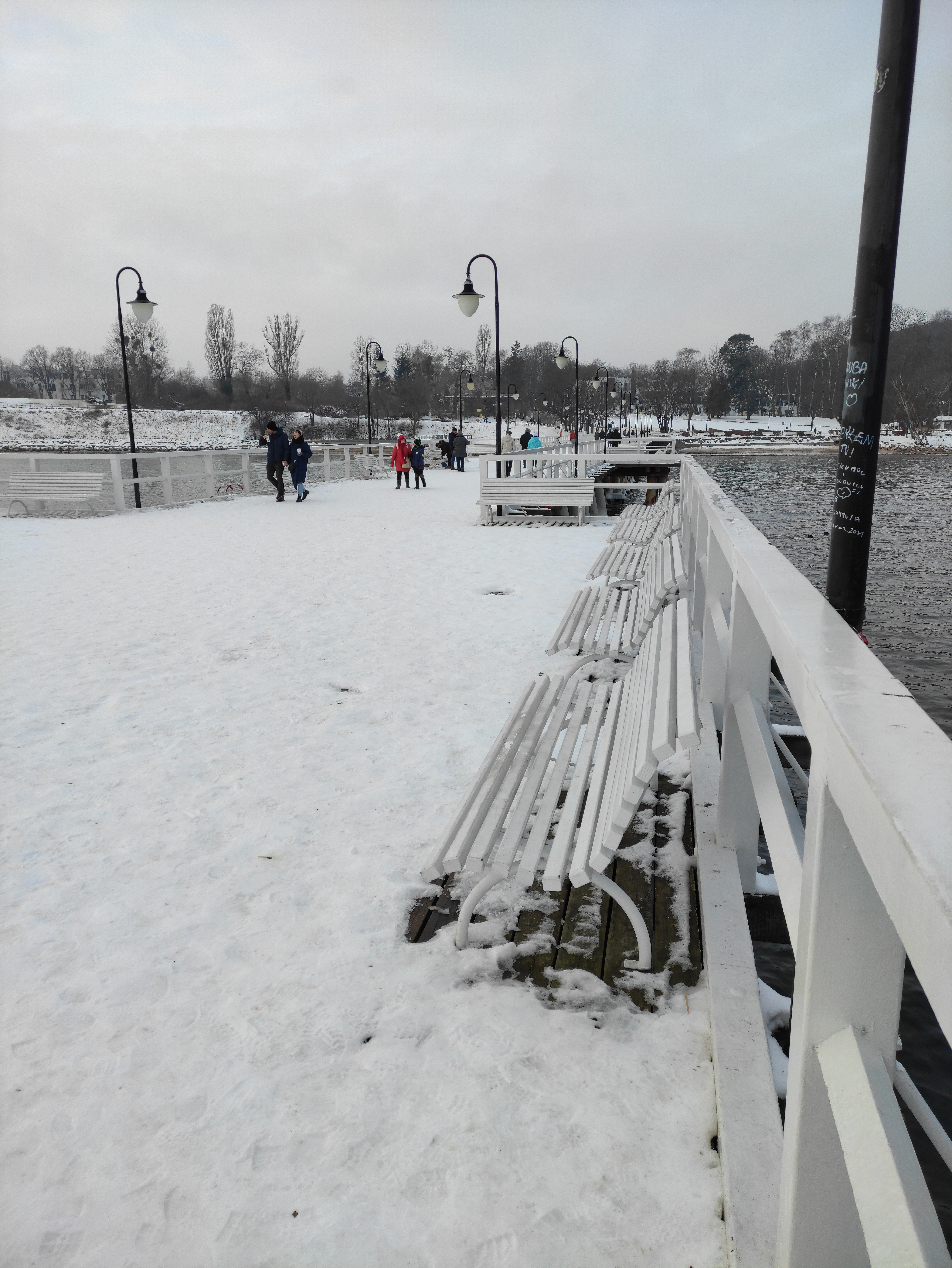
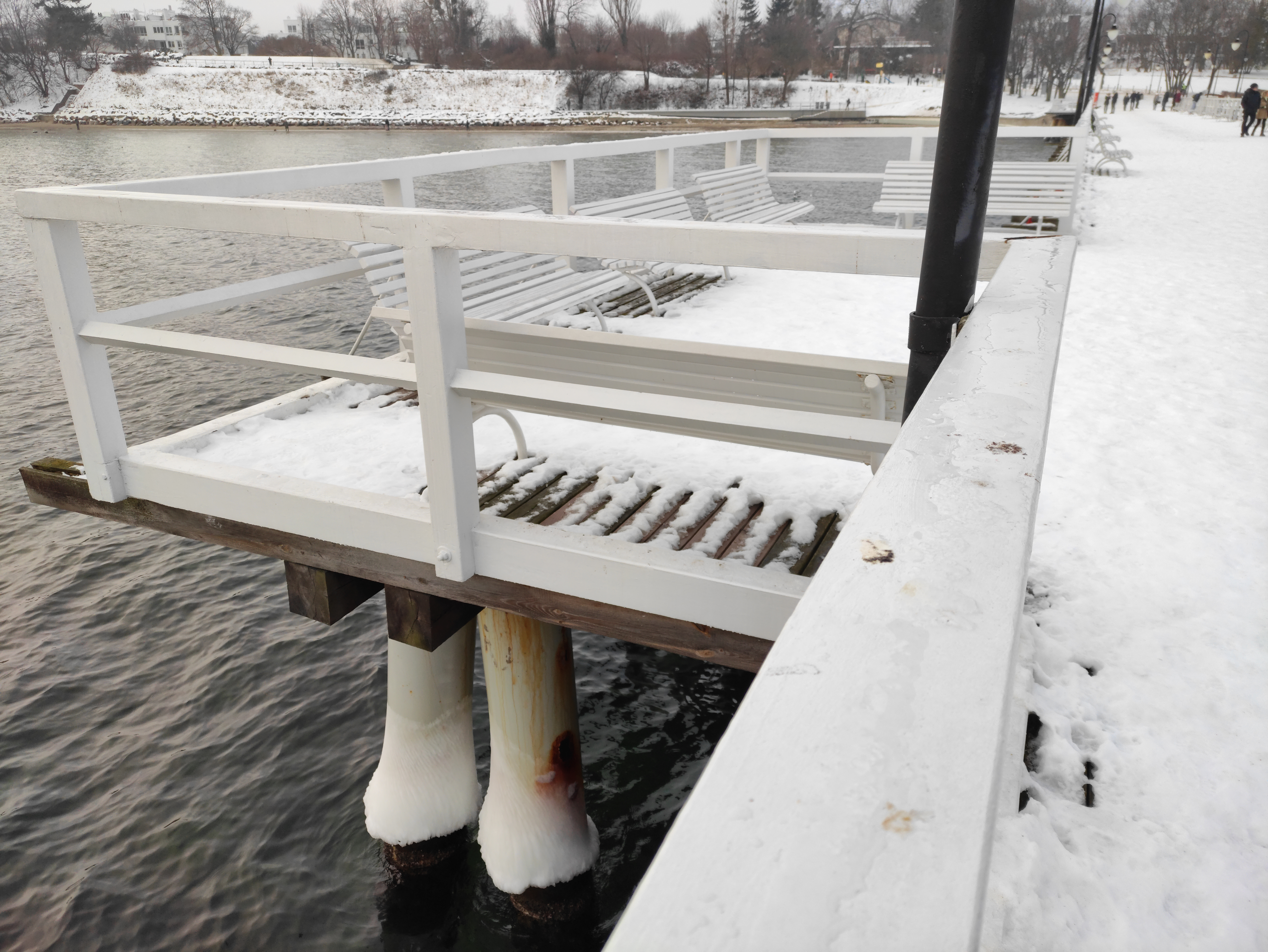